# Nagari Cupak
Nagari Cupak is een bestuurslaag in het regentschap Solok van de provincie West-Sumatra, Indonesië. Nagari Cupak telt 15.393 inwoners (volkstelling 2010).